# ОШ „Јован Стерија Поповић” Нови Београд
Основна школа „Јован Стерија Поповић” на Новом Београду налази се у Војвођанској улици 61, у згради у коју је усељена 22. октобра 1959. на Дан ослобођења Бежаније од фашизма. Овај датум школа прославља као Дан школе.
Једна је од три основне школе у Србији која носи име оснивача српске драме, једног од најбољих српских комедиографа, начелника Министарства просвете Јована Стерије Поповића.

## Историјат
Први писани податак о школи у Бежанији датира из 1715. године када су осниване школе за српску децу на народном језику у оквиру државе којом је владала Марија Терезија. Као битне године за школу у овом делу доњег Срема помињу се 1836. када је почела са радом школа у згради црквеног дворишта, 1873. када је подигнута нова школска зграда са две учионице, а 1891. и нова школа на два спрата и 1889. када је утврђено да постоји школа за подручје села Бежанија. У том тренутку школа броји 118 ученика (69 дечака и 69 девојчица). Школа је током свог постојања мењала назив неколико пута. Звали су је Пучка школа, Државна мешовита пучка школа, Основна школа Бежанија, а од 1. 3. 1953. Основна школа „Јован Стерија Поповић”.
Јован Стерија Поповић је рођен у Вршцу али је његова мајка Јулијана потомак старих Бежанинаца. То је разлог због којег школа носи његово име.
За време Краљевине Југославије школа је била четвороразредна да би временом постала осморазредна. Претпоставља се да се настава није систематски одвијала током Другог светског рата. По завршетку рата школа наставља да ради, појачава се наставнички кадар, у школи раде стручни активи који се повезују са стручним друштвима, набављају се нова наставна средства, уводи слушање радио-емисија за децу, започиње учење страних језика, организују се различите секције и дечје организације, освајају први пласмани на такмичењима, организују летовања ученика, купује се одмаралиште у Каштел-Новом у којем се организују рекреативне наставе и летовања ученика. До 1973. у школи је радио истурени део Специјалне школе.
Уводи се продужени боравак за ученике који се почетком 1980. трансформише у целодневну наставу. Као последица велике стамбене изградње Новог Београда школу у једном тренутку похађа око 2000 ученика па је настава организована у окружењу, у просторијама месних заједница. Из школе „Јован Стерија Поповић” одвајају се 1967. ОШ „Милан Ракић” (тада ОШ „Др Иван Рибар”), 1982. ОШ „Кнегиња Милица” (тада ОШ „Ужичка репубика”) и 1989. ОШ „Младост”.

## Школа данас
Школа данас има преко 1000 ученика распоређених у 40 одељења. Наставнички кадар је бројан. Стручни сарадници у школи су психолог, педагог и дефектолог. Сваке школске године организује се међународни фестивал поезије за децу под називом „Изданци”. У школи је једно време, четири пута годишње, излазио  школски часопис „Стерија” који је био бесплатан за све ученике школе.
Школа сарађује са преостале две истоимене основне школе у Србији, једном у Вршцу, другом у Великој Греди, основном школом „Метлика” из Метлике (Словенија), Амбасадом Шведске и Српском школом у дијаспори, у Швајцарској. Данас се настава одвија у 20 учионица, 2 рачунарска кабинета, фискултурној сали и спољашњем спортском терену. У школској 2016/17. ученици школе су освојили 133 првих, других и трећих места на школским, општинским и републичким такмичењима.